# الإطاحة بسلوبودان ميلوشيفيتش
ثورة الخامس من أكتوبر (باللغة الصربية: Демонстрације 5. октобра 2000) هي سلسلة أحداث متتالية في جمهورية يوغوسلافيا الاتحادية، تبعت انتخابات الرئاسية عام 2000 وأدت إلى سقوط نظام سلوبودان ميلوشيفيتش واعترافه بفوز غريمه فويسلاف كوشتونيتسا بمقعد الرئاسة، تسمى هذه الثورة في صربيا بثورة الجرافات (Bager revolucija).